# El Contadero
El Contadero es una localidad del municipio de Huajicori, Nayarit (México).
Tiene una población de 179 habitantes, según el censo de 2000.
Su localización geográfica es: 22º51'28" N y 105º21'29" W; la altitud de la localidad es: 190 m s. n. m.
Su población se dedica a la agricultura. Se siembra maíz.
Una tercera parte de la población habla el dialecto tepehuano.